# Квалификације за Светско првенство у фудбалу за жене 1991.
У процесу квалификација за ФИФА Светско првенство у фудбалу за жене 1991. године 54 тима из шест ФИФА конфедерација су се такмичила за 11 места у финалу турнира. Шведска се аутоматски квалификовала као домаћин. Места су била подељена на следећи начин:
- Африка - коју представља Конфедерација Афричког фудбала, 1 место
- Азија - Азијска фудбалска конфедерација, 2 места
- Европа - УЕФА, 5 места (Шведска се аутоматски квалификовала као домаћин)
- Северна, Централна Америка и Кариби - Конкакаф: 2 места
- Океанија - Фудбалска конфедерација Океаније: 1 место
- Јужна Америка - Конмебол: 1 место

Све конфедерације су искористиле своје регионално првенство за одређивање квалификација. Домаћини Кина ПР такође су ушли у квалификациони процес.
Прва квалификациона утакмица одиграна је 9. септембра 1989, а квалификације су завршене 14. јула 1991. У 111 квалификационих утакмица постигнуто је укупно 445 голова (у просеку 4,01 по утакмици).
Четири тима су се повукла током квалификација без одиграног меча: Конго, Сенегал, Замбија и Зимбабве, сви су били афрички тимови. Одиграно је укупно 111 квалификационих утакмица, а постигнуто је 445 голова (просек 4,01 по мечу).

## Квалификоване репрезентације
| - Африка (КАФ) - Нигерија - Азија (АФК) - Кина - Кинески Тајпеј - Јапан - Јужна Америка (Конмебол) - Бразил - Океанија (ОФК) - Нови Зеланд | - Европа (УЕФА) - Данска - Немачка - Италија - Норвешка - Шведска - Северна Америка, Централна Америка и Кариби (Конкакаф) - Сједињене Државе |

## Квалификациони процес
| Конфедерација | Учесници | Елиминисани тимови | Квалификанти | Почетак квалификација | Завршетак квалификација |
| ------------- | -------- | ------------------ | ------------ | --------------------- | ----------------------- |
| АФК           | 92       | 6                  | 3            | 26. мај 1991.         | 8. јун 1991.            |
| КАФ           | 8        | 7                  | 1            | 16. фебруар 1991.     | 30. јун 1991.           |
| Конкакаф      | 71       | 6                  | 1            | 18. април 1991.       | 28 .април 1991.         |
| Конмебол      | 3        | 2                  | 1            | 28. април 1991.       | 5. мај 1991.            |
| ОФК           | 3        | 2                  | 1            | 17. мај 1991.         | 25. мај 1991.           |
| УЕФА          | 18       | 13                 | 5            | 9. септембар 1989.    | 14. јул 1991.           |
| Укупно        | 48       | 36                 | 12           | 9. септембар 1989.    | 14. јул 1991.           |

- 1Шампионат је почело осам нација, али Мартиник није имао право на квалификације за Светско првенство, јер су били само чланови Конкакафа, а не и ФИФА.
- 2 Кина је изабрана за домаћина након што се квалификовала за турнир

## Квалификациони процеси Конфедерација

### Африка (КАФ)
(Осам тимова се такмичило за 1 место)
Квалификовали се:  Нигерија
Једини афрички тим који се квалификовао за Светско првенство био је победник Афричког Купа Нација 1991., Нигерија.
Осам тимова је било упарено у две нокаут утакмице. Победници ових утакмица пласирали су се у други круг, који су користили исти формат као и први круг. Финална рунда је двомеч финала између два победника другог круга. Победник, Нигерија се квалификовала за Светско првенство и била је победник Афричког Купа нација 1991. победивши у финалу Камерун укупним скором од 6 : 0.
Финале
| Тим #1   | рез.  | Тим #2  | прва утакмица | друга утакмица |
| -------- | ----- | ------- | ------------- | -------------- |
| Нигерија | 6 : 0 | Камерун | 2 : 0         | 4 : 0          |

### Азија (АФК)
(9 teams competing for 3 berths)
Квалификовале се:  Кина –  Кинески Тајпеј –  Јапан
На овом шампионату, АФК Куп Азије у фудбалу за жене 1991.,учествовало је девет репрезентација и он је служио као квалификациони турнир за Светско првенство за представника АФКа.
Прво коло је било састављено од две групе, једна од четири екипе, а друга од пет. Прве две екипе из група пласирале су се у полуфинале. У полуфиналу, победници су се пласирали у финале, а поражени су играли меч за треће место. Победник, Кина, другопласиране, Јапан и трећепласиране, Кинески Тајпеј, са овог шампионата су се пласирале за Светско првенство.
Нокаут фаза
|  | Полуфинале     | Полуфинале |             |       | Финале | Финале |
|  |                |            |             |       |        |        |
|  |                |            |             |       |        |        |
|  |                |            |             |       |        |        |
|  | Кина           | 1          |             |       |        |        |
|  | Кина           | 1          |             |       |        |        |
|  | Северна Кореја | 0          |             |       |        |        |
|  | Северна Кореја | 0          | Кина        | 5     |        |        |
|  |                |            | Кина        | 5     |        |        |
|  |                | Јапан      | 0           |       |        |        |
|  | Јапан          | Јапан      | 0           | 0 (5) |        |        |
|  | Јапан          |            |             | 0 (5) |        |        |
|  | Кинески Тајпеј | 0 (4)      |             |       |        |        |
|  | Кинески Тајпеј | 0 (4)      | Треће место |       |        |        |
|  |                |            |             |       |        |        |
|  |                |            |             |       |        |        |
|  |                |            |             |       |        |        |
|  | Кинески Тајпеј | 0 (5)      |             |       |        |        |
|  | Кинески Тајпеј | 0 (5)      |             |       |        |        |
|  | Северна Кореја | 0 (4)      |             |       |        |        |

Кина, Јапан и Кинески Тајпеј су се квалификовали за Светско првенство.

### Европа (УЕФА)
(18 екипа које се такмиче за 5 места)
Квалификовале се:  Данска –  Немачка –  Италија –  Норвешка –  Шведска
Прво званично издање УЕФА женског првенства послужило је и као УЕФА квалификациони турнир за Светско првенство. Од 18 тимова који су учествовали на турниру, у квалификацијама су била четири полуфиналиста, Данска, Немачка, Италија и Норвешка, и најбољи губитник четвртфинала, Шведска, која је изгубила двомеч у четвртфиналном окршају против Италије са једим голом у гостима.
УЕФА женско првенство је одржало сопствену квалификациону кампању. Почелоо је у септембру 1989, а завршио се завршним турниром четворке у Данској, одржаном у јулу 1991. године, само четири месеца пре Светског првенства.
Немачка је освојила турнир победивши Норвешку резултатом 3 : 1 у продужецима.
Друго коло
| Тим #1   | рез.   | Тим #2    | прва утакмица | друга утакмица |       |
| -------- | ------ | --------- | ------------- | -------------- | ----- |
| Норвешка | 4 : 1  | Мађарска  | 2 : 1         | 2 : 0          |       |
| Шведска  | 1 : 13 | Италија   | 1 : 1         | 0 : 0          |       |
| Данска   | 1 : 0  | Холандија | 0 : 0         | 1 : 0 (п.с.н.) |       |
| Енглеска | 1 : 6  | Немачка   |               | 1 : 4          | 0 : 2 |

- 3 Италија је победила на основу правила голова у гостима и квалификовала се, Шведска се квалификовала као најбољи губитник четвртфинала.

Нокаут фаза
|  | Полуфинале | Полуфинале |             |   | Финале | Финале |
|  |            |            |             |   |        |        |
|  |            |            |             |   |        |        |
|  |            |            |             |   |        |        |
|  | Норвешка   | 0 (8)      |             |   |        |        |
|  | Норвешка   | 0 (8)      |             |   |        |        |
|  | Данска     | 0 (7)      |             |   |        |        |
|  | Данска     | 0 (7)      | Норвешка    | 1 |        |        |
|  |            |            | Норвешка    | 1 |        |        |
|  |            | Немачка    | 3 (п.с.н.)  |   |        |        |
|  | Немачка    | Немачка    | 3 (п.с.н.)  | 3 |        |        |
|  | Немачка    |            |             | 3 |        |        |
|  | Италија    | 0          |             |   |        |        |
|  | Италија    | 0          | Треће место |   |        |        |
|  |            |            |             |   |        |        |
|  |            |            |             |   |        |        |
|  |            |            |             |   |        |        |
|  | Данска     | 2 (п.с.н.) |             |   |        |        |
|  | Данска     | 2 (п.с.н.) |             |   |        |        |
|  | Италија    | 1          |             |   |        |        |

На Светско првенство су се квалификовале Данска, Немачка, Италија, Норвешка и Шведска.

### Северна Америка, Централна Америка и Кариби (Конкакаф)
(7 тимова се такмичило за 1 место) 5
'Ќвалификовала се:  Сједињене Државе
Женско првенство Конкакафа 1991. године, упркос томе што је било незванично такмичење, одредило је представника Конкакафа за Светско првенство, победника првенства Сједињене Државе. Турнир је одржан у Порт о Пренсу на Хаитију у априлу 1991. године и на турниро је учествовало8 екипа.
Нокаут фаза
|  | Полуфинале        | Полуфинале |                  |    | Финале | Финале |
|  |                   |            |                  |    |        |        |
|  |                   |            |                  |    |        |        |
|  |                   |            |                  |    |        |        |
|  | Канада            | 6          |                  |    |        |        |
|  | Канада            | 6          |                  |    |        |        |
|  | Тринидад и Тобаго | 0          |                  |    |        |        |
|  | Тринидад и Тобаго | 0          | Сједињене Државе | 5  |        |        |
|  |                   |            | Сједињене Државе | 5  |        |        |
|  |                   | Канада     | 0                |    |        |        |
|  | Сједињене Државе  | Канада     | 0                | 10 |        |        |
|  | Сједињене Државе  |            |                  | 10 |        |        |
|  | Хаити             | 0          |                  |    |        |        |
|  | Хаити             | 0          | Треће место      |    |        |        |
|  |                   |            |                  |    |        |        |
|  |                   |            |                  |    |        |        |
|  |                   |            |                  |    |        |        |
|  | Тринидад и Тобаго | 4          |                  |    |        |        |
|  | Тринидад и Тобаго | 4          |                  |    |        |        |
|  | Хаити             | 2          |                  |    |        |        |

- 5Мартиник није био члан ФИФА

Сједињене Америчке Државе су се квалификовале за Светско првенство.

### Океанија (ОФК)
(3 екипе се такмичиле за 1 место)
Ќвалификовала се:  Нови Зеланд
На турниру који је одржан у Сиднеју у Аустралији у мају 1991. учествовала су само три репрезентације: Аустралија, Нови Зеланд и Папуа Нова Гвинеја. Тимови су играли на турниру по кругу у којем је сваки тим одиграо по 2 меча против сваког противника, а првопласирани тим се квалификовао.
Такмичење је на крају одлучено гол-разликом, пошто су мечеви између Аустралије и Новог Зеланда завршени по једном победом сваке стране, а оба тима су победила у свим мечевима против Папуе Нове Гвинеје.
| Екипа              | Ута | Поб | Нер | Изг | ГД | ГП | ГР  | Бод | Белешка                                                               |
| ------------------ | --- | --- | --- | --- | -- | -- | --- | --- | --------------------------------------------------------------------- |
| Нови Зеланд        | 4   | 3   | 0   | 1   | 28 | 1  | +27 | 6   | Шампиони и квалификовани за Светско првенство у фудбалу за жене 1991. |
| Аустралија         | 4   | 3   | 0   | 1   | 21 | 1  | +20 | 6   |                                                                       |
| Папуа Нова Гвинеја | 4   | 0   | 0   | 4   | 0  | 47 | −47 | 0   |                                                                       |

### Јужна Америка (Конмебол)
(3 екипе се такмичло за 1 место)
'Ќвалификовала се:  Бразил
Прво издање Копа Америка за жене (женско првенство Јужне Америке), одржано  је у периодуу април, мај 1991. године одредило је представника Конмебола за Светско првенство. Домаћин турнира Бразил је освојио турнир и са њим право да представља Јужну Америку на Светском првенству.
Ќоначна табела'
| Поз | Екипа     | Ута | Поб | Нер | Изг | ГД | ГП | ГР  | Бод |
| --- | --------- | --- | --- | --- | --- | -- | -- | --- | --- |
| 1   | Бразил    | 2   | 2   | 0   | 0   | 12 | 2  | +10 | 4   |
| 2   | Чиле      | 2   | 1   | 0   | 1   | 2  | 6  | −4  | 2   |
| 3   | Венецуела | 2   | 0   | 0   | 2   | 1  | 7  | −6  | 0   |

Бразил се пласирао на Светско првенство.